# Mount Hunt
Mount Hunt är ett berg i Antarktis. Det ligger i Östantarktis. Australien gör anspråk på området. Toppen på Mount Hunt är 520 meter över havet, eller 19 meter över den omgivande terrängen. Bredden vid basen är 1,7 km.
Terrängen runt Mount Hunt är kuperad åt nordost, men åt sydväst är den platt. Mount Hunt är den högsta punkten i trakten. Trakten är obefolkad. Det finns inga samhällen i närheten.